# Fülöp-szigeteki köpködőkobra
A Fülöp-szigeteki köpködőkobra (Naja philippinensis) a Fülöp-szigetek északi részén honos, a mérgessiklófélék családjába tartozó kobrafaj.

## Megjelenése
A fülöp-szigeteki köpködőkobra közepes hosszúságú, vaskos törzsű kígyó. Átlagos hossza 1 méter, de megnőhet 1,6 méteresre is, sőt állítólag Mindoro szigetén 2 méteres példányokat is találtak. A többi kobrához hasonlóan, fenyegető pozitúrában képes első bordáit csuklyává kifeszíteni. Feje lapított, ovális, a nyaktól csak kissé különül el. Orra lekerekített, orrlyukai nagyok. Szemei közepesen nagyok, barnák, pupillája kerek. Színe egyöntetűen középbarna, a fiatal kobrák inkább sötétbarnák, torkuk alatt néha sötét sávot lehet megfigyelni.

## Előfordulása
A Fülöp-szigetek északi részén, Luzon, Mindoro, Catanduanes, Masbate és Marinduque szigetein honos. Lehetséges, hogy Palawanon és a Calamian-szigeteken is előfordul, de ottani jelenléte nem igazolt. Kb. 800 m-es tengerszint fölötti magasságig található meg.

## Életmódja
A fülöp-szigeteki kobra síkvidéki erdők, dzsungelek, füves rétek lakója, de bemerészkedik a rizsföldekre vagy a települések közelébe. Kedveli a vizet, többnyire tavak, patakok, folyók közelében lehet vele találkozni.
Kisemlősökkel, békákkal, kisebb kígyókkal, és ha lehetősége van rá, madarakkal és tojásokkal táplálkozik. Étrendje nagyrészt egerekből és kisebb patkányokból áll. Megfigyelték, hogy a nagyobb patkányok néha megsebesítik a kobrát, mielőtt végezne velük a mérge; megharapják, megkarmolják és a seb utána elfertőződhet. Néha a kígyó szemét is sikerül kikaparniuk. A kobrára az ember, ragadozómadarak, királykobra és a mongúzok vadásznak.

## Mérge
A fülöp-szigeteki köpködőkobra mérge rokonaihoz hasonlóan posztszinaptikus neurotoxinokból és citotoxinokból áll, de az ő esetében döntő mértékben az elsőből. Marásának helyén sokszor semmilyen tünet nem látható (a legtöbb kobramarás helye erősen feldagad és a szövetek nekrotizálnak), viszont a szisztémás, neurotoxikus hatások nagyon erősek. Tünetei: fejfájás, hányinger, hányás, hasi fájdalom, szédülés, nehéz légzés, közepes vagy súlyos ernyedt izombénulás. Súlyos esetben a légzőizmok bénulása halálhoz vezet. A légzési nehézségek akár a marás után 30 perccel jelentkezhetnek. Egy 1988-as vizsgálat szerint 39 megmart páciensből 38-ban láthatóak voltak a neurológiai tünetek. Három esetben fordult elő a marás helyén nekrózis, de 14 esetben még helyi duzzanat sem volt megfigyelhető.
Valamennyi kobrafaj közül ennek a fajnak van az egyik legtoxikusabb mérge. Egerek bőre alá adva az LD50-értéke átlagosan 0,2 mg/testsúlykg, sőt akár 0,14 mg/kg is lehet, amivel a Naja fajok közül a közép-ázsiai kobra után a második legmérgezőbb.
A fülöp-szigeti köpködőkobra képes mérgét támogatója arcába köpni, akár 3 méteres távolságról is. Ha szembe jut, égető fájdalmat, ideiglenes vagy végleges vakságot is okozhat.
A kobramarás gyakorisága 53,8/100 000 fő, a megmartak 98%-ban férfiak, többnyire rizstermesztők. 

## Természetvédelmi helyzete
A kobrát a fülöp-szigeteki lakosság rendszeresen irtja, különösen a mezőgazdasági területek közelében. Egy részüket megeszik. Nem jelentős mértékben, de élve is befogják, hogy külföldre eladják terráriumi állatnak, illetve antiszérum készítéséhez a kígyófarmoknak. Csökkenő populációja miatt a Természetvédelmi Világszövetség Vörös listáján mérsékelten fenyegetett státusszal szerepel.  

## Fordítás
- Ez a szócikk részben vagy egészben  a   Philippine cobra című angol Wikipédia-szócikk ezen változatának fordításán alapul.  Az eredeti cikk szerkesztőit annak laptörténete sorolja fel. Ez a jelzés csupán a megfogalmazás eredetét és a szerzői jogokat jelzi, nem szolgál a cikkben szereplő információk forrásmegjelöléseként.